# 田島隆
田島 隆（たじま たかし、1968年 - ）は、日本の漫画原作者・海事代理士・行政書士。広島県呉市出身、同市在住。『ナニワ金融道』の海事代理士編のアイデア提供者を経て、1999年、『カバチタレ!』で漫画原作者デビュー。同作品の作画担当漫画家の東風孝広は従弟にあたる。

## 経歴
1968年広島県呉市生まれ。幼いころ、両親は喫茶店を経営していたものの、店は流行らず父は収入をあまり家庭には入れなかったために、食事はすいとんやお粥などで貧しい暮らしを強いられたと述べている。
父は母の顔を靴べらや定規で殴るというDVを繰り返し、母は父に殴られた後、長男である田島や兄弟に「あんたたちを産んだからこうなった」と同じように定規で殴っていたと言う。
上記のことで居場所がない田島はそのころ、書店で漫画を読むことが唯一の楽しみであり希望であった。
中学2年の時に両親が離婚。高校に進学するが1年で中退。15歳で家を出るが、新幹線の高架下で車上生活を余儀なくされ、トラック運転手・花屋・クリーニング技師・新聞配達・営業マン・工員など30あまりの職場を経験した。
20歳のころ、代行運転手の業務に就いたが、賃金未払いのまま解雇され、労働基準監督署に相談して賃金を取り戻すという体験をし、法律の力の凄さと、幼いころから強いられたような理不尽な人生の味方になる可能性を知る。その後、日中は清掃の仕事をしながら資格試験を目指し、司法書士補助者を経て、海事代理士と行政書士の試験に合格する。
故郷の呉市に海事代理士・行政書士事務所を開業した後、28歳で『ナニワ金融道』にアイデア提供を申し出て、『ナニワ金融道』海事代理士編につながる。のちに従弟の東風孝広と『カバチタレ!』の連載をスタート。
海事代理士・行政書士としての実績により広島修道大学大学院法務研究科（法科大学院）への受験資格を認められ入学するが、弁護士になれず修了した。その後、早稲田大学大学院法学研究科博士前期課程在学を経て、現在は広島大学大学院・医歯薬保健学研究科（医学研究科・法医学教室）博士コースに在学中。

## 作品リスト
- 田島 隆漫画作品
  - カバチタレ!（画：東風孝広、1999年 - 2005年、『モーニング』、講談社）
  - 極悪がんぼ（画：東風孝広、2001年 - 2009年、『イブニング』、講談社）
  - 特上カバチ!! -カバチタレ! 2-（画：東風孝広、2005年 - 2013年、『モーニング』、講談社）
  - 激昂がんぼ（画：東風孝広、2009年 - 2013年、『イブニング』、講談社）
  - ダンダリン一〇一（とんたにたかし名義）（画：鈴木マサカズ、2010年、『モーニング』、講談社）
  - カバチ!!! -カバチタレ! 3-（画：東風孝広、2013年 - 2021年、『モーニング』、講談社）
  - 奮闘（きばれ）!びったれ（画：高橋昌大、2013年 - 2014、『プレイコミック』、秋田書店）
  - びったれ!!!（画：高橋昌大、2014年 - 2016年、『別冊ヤングチャンピオン』、秋田書店）
  - がんぼ ナニワ悪道編（画：東風孝広、2013年 - 2017年、『イブニング』、講談社）
  - マトリと狂犬 -路地裏の男達-（画：マサシ、2020年No.11 - 連載中、『ヤングチャンピオン』、秋田書店）
  - 公事師の弁（漫画：星野泰視、『ビッグコミックオリジナル』2025年9号[4] - 連載中、小学館）
- その他
  - 賢いカバチのたれ方（講談社）
  - 大人のケンカ術（講談社）
  - 法律カバチ!!（ワニブックス）
  - 自伝 カバチ流人生指南 弱者はゴネて、あがいて、生き残れ!（講談社）